# Открытый чемпионат Брюсселя по теннису
Открытый чемпионат Брюсселя — профессиональный женский теннисный турнирр, проходивший под эгидой WTA и Королевской теннисной федерации Бельгии с 2011 по 2013 годы. Соревнование играется на открытых грунтовых кортах комплекса Royal Primerose Tennis Club.

## История турнира

### Место в календаре
Вакансия в календаре тура WTA, которую в 2011 году заняло брюссельское соревнование, образовалась перед сезоном-2009, когда длительное время проходивший в Берлине турнир 1-й категории, был закрыт из-за проблем с финансированием. Первыми образовавшуся вакансию заняли представители Польского теннисного союза, сумевшие выкупить место в календаре для своего турнира в Варшаве.
Однако турнир в Польше долго не задержался и уже перед сезоном-2011 любой желайщий мог приобрести права на турнир премьер-серии накануне Roland Garros. это место и выкупили бельгийцы, заручившись спонсорской поддержкой компании GDF Suez.

### Теннис в Бельгии
С тех пор, как по окончании сезона-2008 был отменён турнир в Антверпене, соревнований уровня WTA в Бельгии не проводилось. Однако это не означает, что в стране не проводилось сколько-нибудь крупные соревнования женского тура: в 2009-10 годах в Западной Фландрии проводился турнир ITF Koddaert Ladies Open, который в этот период вырос в статусе до 100-тысячника.

### Победители и финалисты
Первой обладательницей брюссельского трофея в одиночном разряде стала (на тот момент) первая ракетка мира Каролина Возняцки.
Более одного раза в титульном матче одного и того же разряда играли двое: Алиция Росольская дважды проиграла финал парного разряда, а Пэн Шуай — одиночного.

## Финалы прошлых лет

### Одиночные турниры
| Год  | Чемпионка           | Финалистка   | Счёт финала |
| ---- | ------------------- | ------------ | ----------- |
| 2013 | Кайя Канепи         | Пэн Шуай     | 6-2 7-5     |
| 2012 | Агнешка Радваньская | Симона Халеп | 7-5 6-0     |
| 2011 | Каролина Возняцки   | Пэн Шуай     | 2-6 6-3 6-3 |

### Парные турниры
| Год  | Чемпионки                           | Финалистки                    | Счёт финала    |
| ---- | ----------------------------------- | ----------------------------- | -------------- |
| 2013 | Анна-Лена Грёнефельд Квета Пешке    | Габриэла Дабровски Шахар Пеер | 6-0 6-3        |
| 2012 | Бетани Маттек-Сандс Саня Мирза      | Алиция Росольская Чжэн Цзе    | 6-3 6-2        |
| 2011 | Галина Воскобоева Андреа Главачкова | Клаудиа Янс Алиция Росольская | 3-6 6-0 [10-5] |